# 国際連合安全保障理事会決議1112
国際連合安全保障理事会決議1112（こくさいれんごうあんぜんほしょうりじかいけつぎ1112 英: United Nations Security Council Resolution 1112）は、1997年6月12日に国際連合安全保障理事会において全会一致で採択された決議。国際連合安全保障理事会は決議1031（1995年）と決議1088（1996年）を再確認した上で、ボスニア・ヘルツェゴビナ上級代表にカルロス・ウェステンドルプを任命することを承認した。
国際連合安全保障理事会は初代ボスニア・ヘルツェゴビナ上級代表を務めたスウェーデンのカール・ビルトに対して、ボスニア・ヘルツェゴビナ紛争を終結させることになったデイトン合意を想起した上でこれまでの活動に謝意を示し、後任としてスペインのカルロス・ウェステンドルプを充てることとした。また国際連合安全保障理事会はデイトン合意の確実な実施を監視し、合意の実施に取り組む民間組織や機関の活動の調整に当たるボスニア・ヘルツェゴビナ上級代表としての役割を改めて確認した。最後に、附属書10に提起されている民間での平和協定に基づく実施の解釈については最終権限者となるボスニア・ヘルツェゴビナ上級代表としての役割が改めて確認された。